# Sektorenkonvergenz
Sektorenkonvergenz beschreibt die abhängige Entwicklung autonomer Sektoren. 
Der Begriff findet sowohl Verwendung zur Beschreibung der preislichen Entwicklung von Märkten als auch für die Beschreibung des zunehmenden Zusammenwachsens und Vernetzens von Sektoren.
Wenn einzelne Sektoren eines Gesamtmarktes gemeinsam steigen bzw. fallen, wird von Sektorenkonvergenz gesprochen. Im Gegensatz dazu spricht man von Sektorendivergenz, wenn einzelne Sektoren die Bewegungen des Gesamtmarktes nicht mehr bestätigen.

## Beispiele

### Abhängige Entwicklung von Märkten
- Konvergenz der Sektoren Finanzwesen, Informationstechnologie und Energie[1]
- Konvergenz der Preisbildung bei verschiedenen Energieträgern[3][4]

### Zunehmendes Zusammenwachsen und Vernetzen
- im Bereich der Erneuerbaren Energien[2][5]
- im Bereich der Informations- und Kommunikationstechnik (IKT)[6] (Software, Hardware, Telekommunikation und Medien)
- im Bereich der Sozialraumanalyse / Sozialraum-Forschung (Quartier)[7]